# Cámara de los esposos
La Cámara de los Esposos, también denominada en las antiguas crónicas como Camera picta ("cámara pintada"), es una habitación ubicada en el primer piso del torreón nordeste del Palacio Ducal de Mantua, Italia. Es mundialmente célebre por el ciclo de pinturas al fresco que decora sus paredes, obra de Andrea Mantegna, y realizado entre los años 1465 y 1474. Mantegna ideó una decoración ilusionista que recubriera todas las paredes y el techo, adecuándose obviamente a los límites arquitectónicos, pero al mismo tiempo trascendiendo esos propios límites físicos de la estancia. El tema general es la celebración político-dinástica de la familia Gonzaga, con la ocasión de la elección como cardenal de Francisco Gonzaga. Se utilizó para funciones privadas y semiprivadas, como área de reunión para familiares y cortesanos cercanos, y sala de recepción para invitados especialmente importantes. La habitación incluye bóvedas triples en cada pared, una chimenea en la pared norte, puertas en las paredes oeste y sur, y ventanas en las paredes norte y este. En las paredes norte y este, enmarcadas por placas ficticias de mármol en la parte inferior y barras de cortinas recogidas en la superior también pintadas, se encuentran las escenas de los Gonzaga y su corte, frente a un paisaje que se entreve tras los cortinajes que parecen abrirse con la brisa. Los muros sur y este se cubren con cortinas doradas brocadas también simuladas, que imitan las que rodeaban el lecho de Ludovico. Por encima, un nervio ficticio divide el techo en ocho secciones con falsos estucos también pintados con medallones en grisalla con los ocho primeros césares romanos, sostenidos por puttis y en el centro un óculo igualmente ficticio que se abre al cielo azul con más puttis jugando en la balaustrada dando la ilusión de estar muy arriba del espectador.

## Historia
La decoración de la estancia fue encargada por Ludovico Gonzaga a Mantegna, a la sazón pintor de la corte desde 1460. 

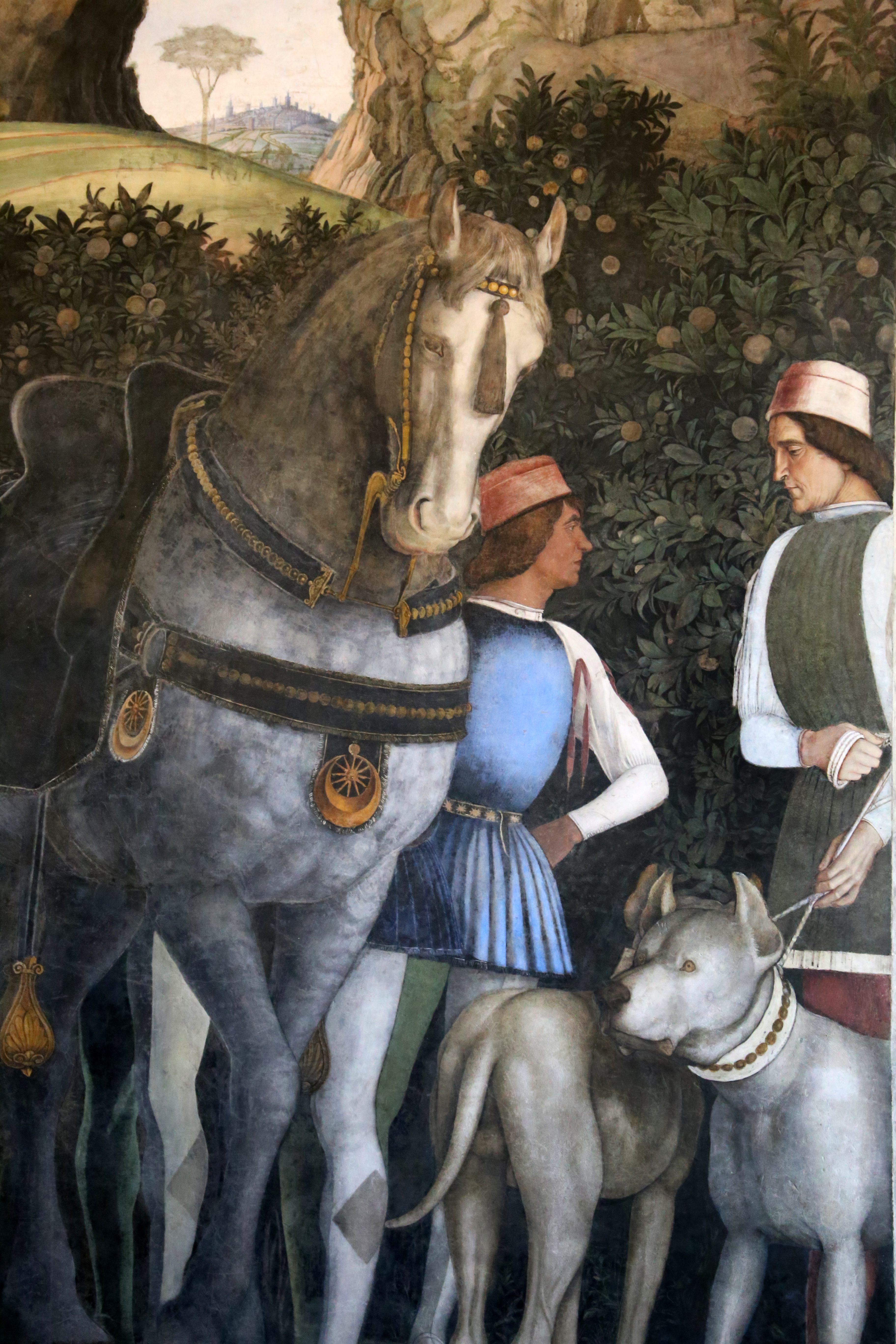
Detalle de la pared oeste

Aunque los estudiosos no se ponen de acuerdo, parece que la decisión de decorar dicha sala fue consecuencia de la elección como cardenal del hijo de Ludovico, Francesco Gonzaga, ocurrida en 1462: la escena de la Corte representaría así al marqués recibiendo la noticia; mientras que la escena conocida como el Incontro mostraría al padre y al hijo en el feliz evento. La figura madura y corpulenta de Francisco sin embargo no es coherente con la edad que tendría en 1461, alrededor de 17 años, testimoniada por un presunto retrato conservado en Nápoles. Por estas y otras incoherencias existe otra teoría que relaciona la realización de los frescos con la visita de Su Eminencia a Mantua en agosto de 1472.

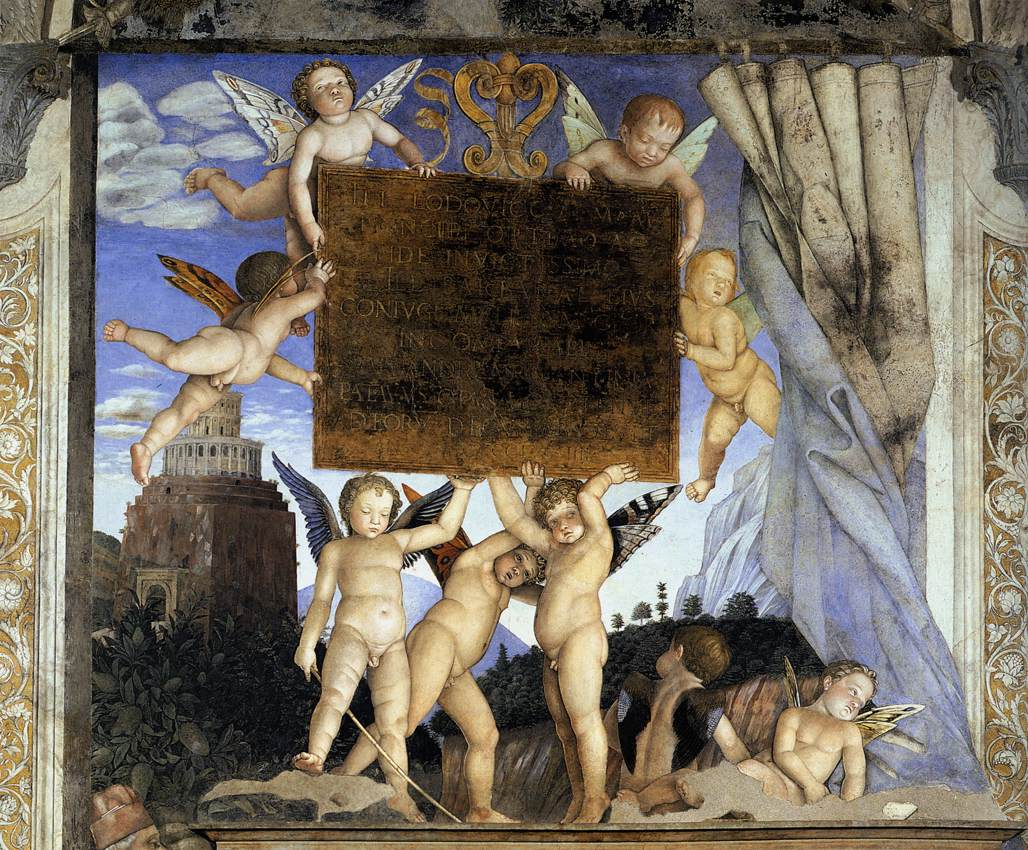
Cámara de los Esposos, ‘’Putti’’ sosteniendo una inscripción.

Tras la muerte de Ludovico, la estancia y el ciclo pictórico sufrieron una serie de vicisitudes que a menudo degradaron la obra artística. Poco tiempo después de la muerte del marqués la cámara fue acondicionada como depósito de objetos preciosos. Quizá esta sea la razón por la que el Vasari no obtuvo el permiso para visitarla, excluyéndola así en su célebre obra, le Vite. Durante la ocupación imperial de 1630 sufrió numerosos daños, acabando prácticamente abandonada a la intemperie hasta 1875. 
No está claro desde cuando es conocida como "Camera degli Sposi". En todo caso esa denominación está relacionada con la presencia en posición predominante de Ludovico representado junto a su esposa, y no porque se tratase de una cámara nupcial. 
La técnica usada en numerosos puntos, el conocido como fresco seco no ha facilitado su conservación. Hay noticias de restauraciones a principios del siglo XIX. Muchas fueron inadecuadas. Finalmente en 1987 se procedió a una restauración con técnicas modernas que ha recuperado gran parte del esplendor original de la obra.

## Descripción y estilo
Giulio Carlo Argan evidencia como la pintura de Mantegna aquí, como en otras obras, se caracteriza por su evocación de imágenes de la antigüedad clásica. Mantegna es el primer gran "clasicista" de la pintura. Su arte puede ser definido  como un "clasicismo arqueológico".
|  |  |  |

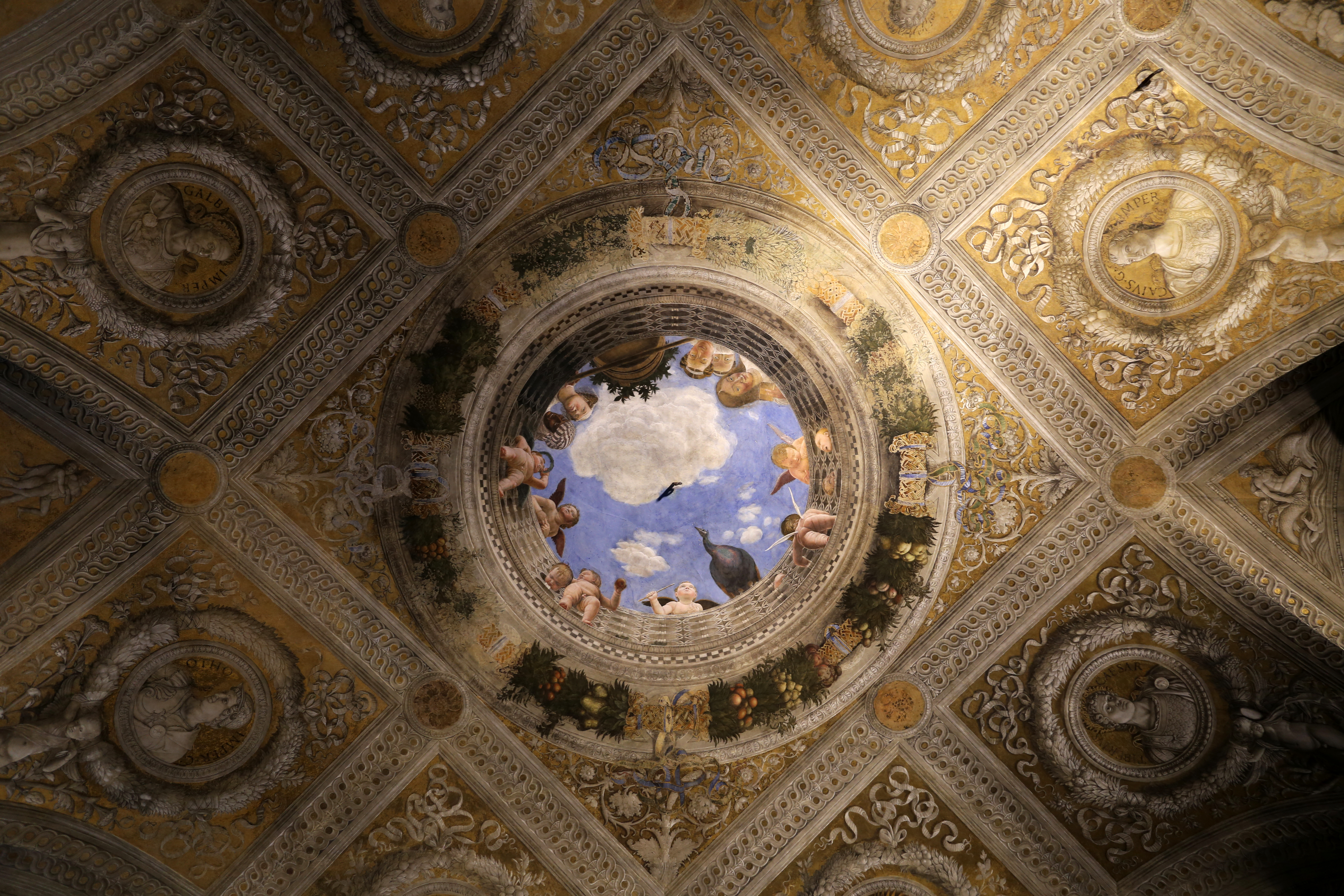
Perspectiva general del óculo de la camara de los esposos, en la que se puede observar de forma clara el efecto trampantojo

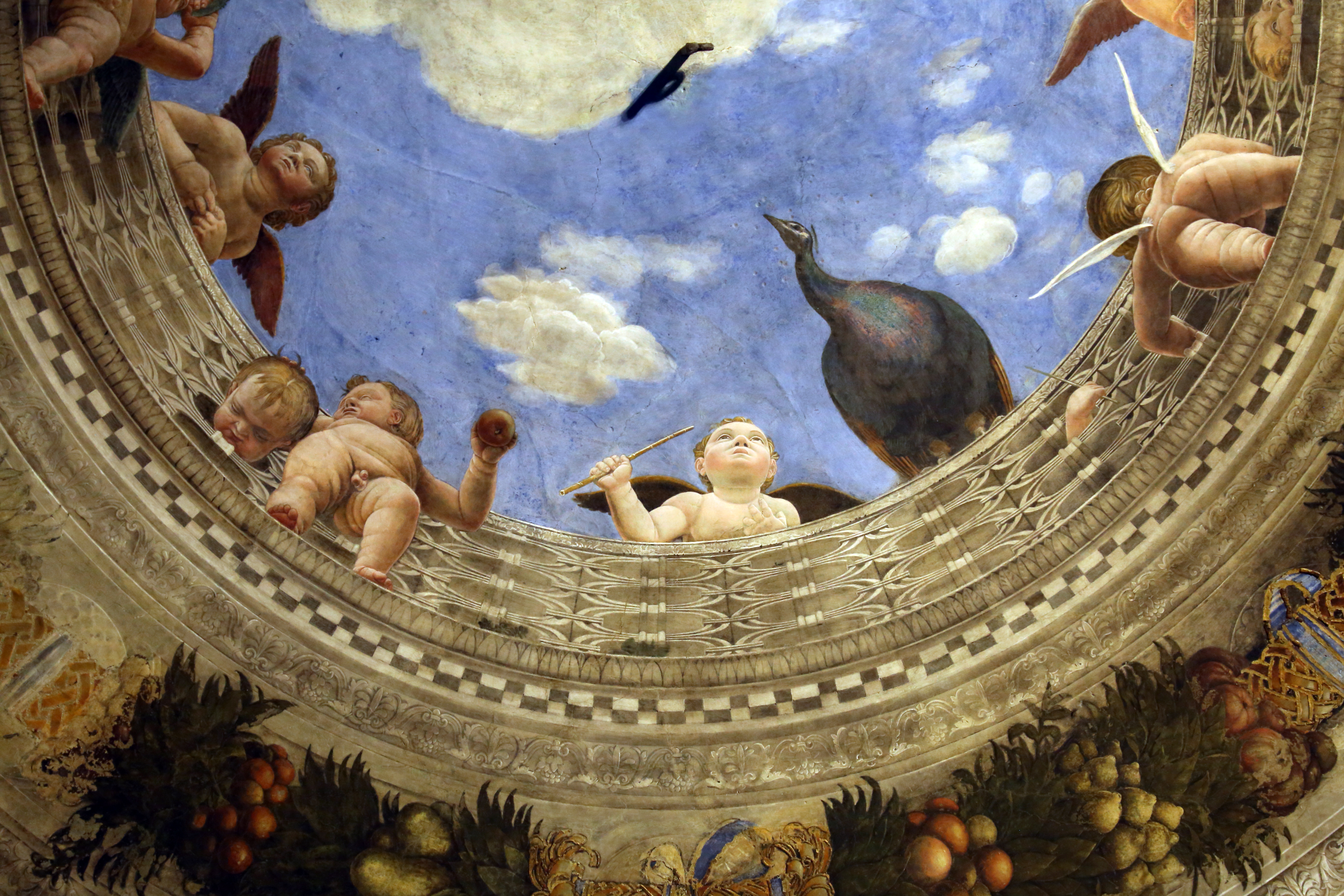
Detalle del óculo

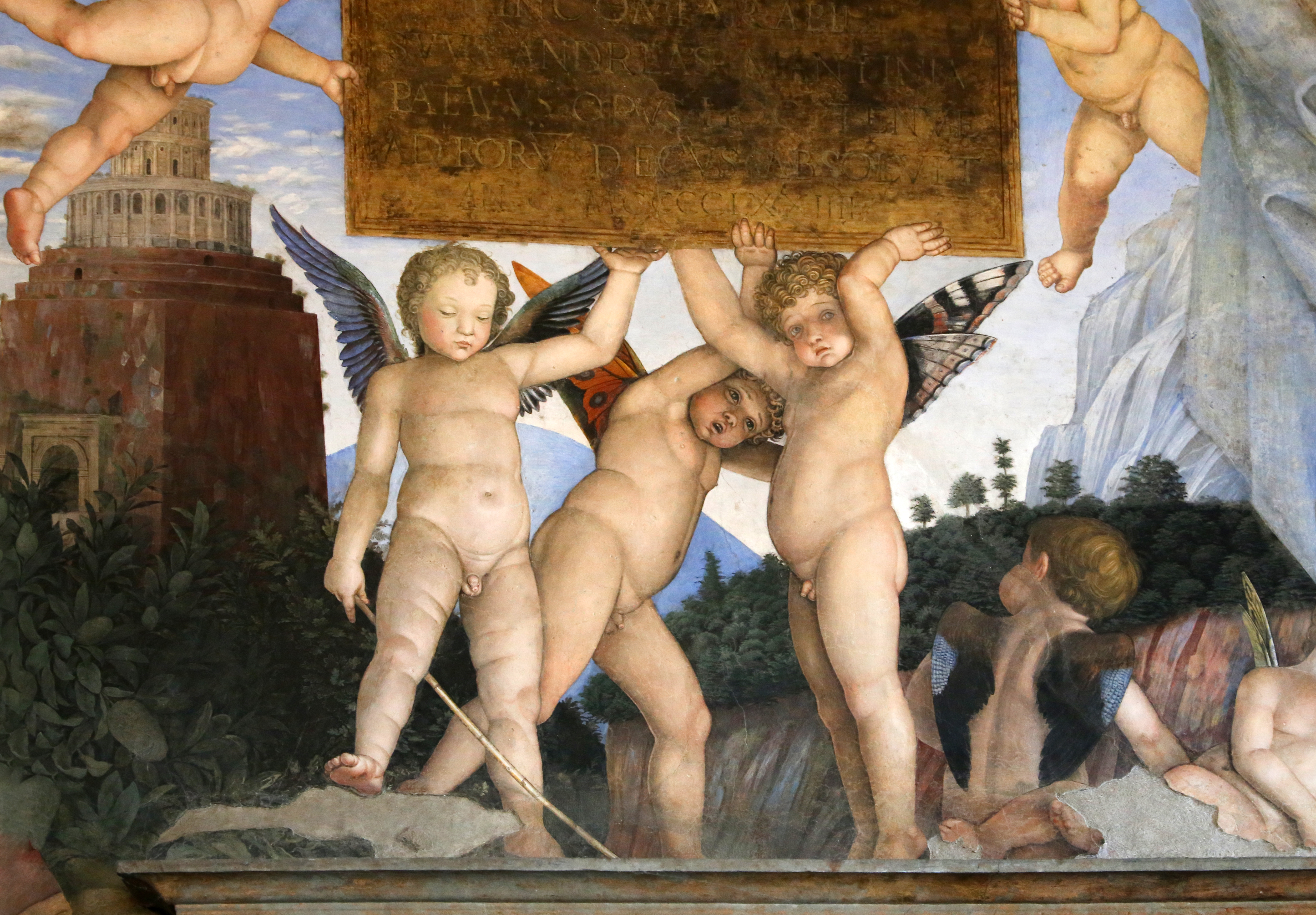
Detalle de ángeles de la pared oeste

En la pared norte, en la escena de corte, Ludovico aparece sentado recibiendo una carta de su secretario, Marsilio Andreasi. Alrededor de él se encuentran sus familiares y cortesanos, entre ellos su esposa Bárbara de Brandeburgo, sus hijas Bárbara y Paola, sus hijos Juan Francisco, Rodolfo y Ludovichino y su perro Rubino. Toda la escena se desarrolla con realismo sobre la chimenea, por encima de los ojos del espectador, lo que unido a que ninguna figura parece interesarse en el exterior, sugiere distanciamiento y elevación, tanto social como intelectualmente. Ludovico se sentaba a menudo frente a su retrato cuando tenía invitados distinguidos, según se informa, para que tomaran la imagen no idealizada de su retrato como una señal de que era digno de confianza y que todos los demás elementos halagadores de la cámara, como su objetivo de conectar la gloria de la antigua Roma con Mantua bajo los Gonzaga, eran igual de ciertos.
La escena al enmarcar a Ludovico como un gobernante paterno distante también juega con la idea de que los espectadores tienen suerte de obtener una audiencia con él. Ludovico también aparece con un traje más informal que el resto, lo que recuerda la función semiprivada de la estancia. Al mostrarlo atendiendo a su secretario, parece captarlo en su rutina cotidiana de gobierno. En el tercio derecho de la pared, los cortesanos esperan su turno en los escalones para ser recibidos.

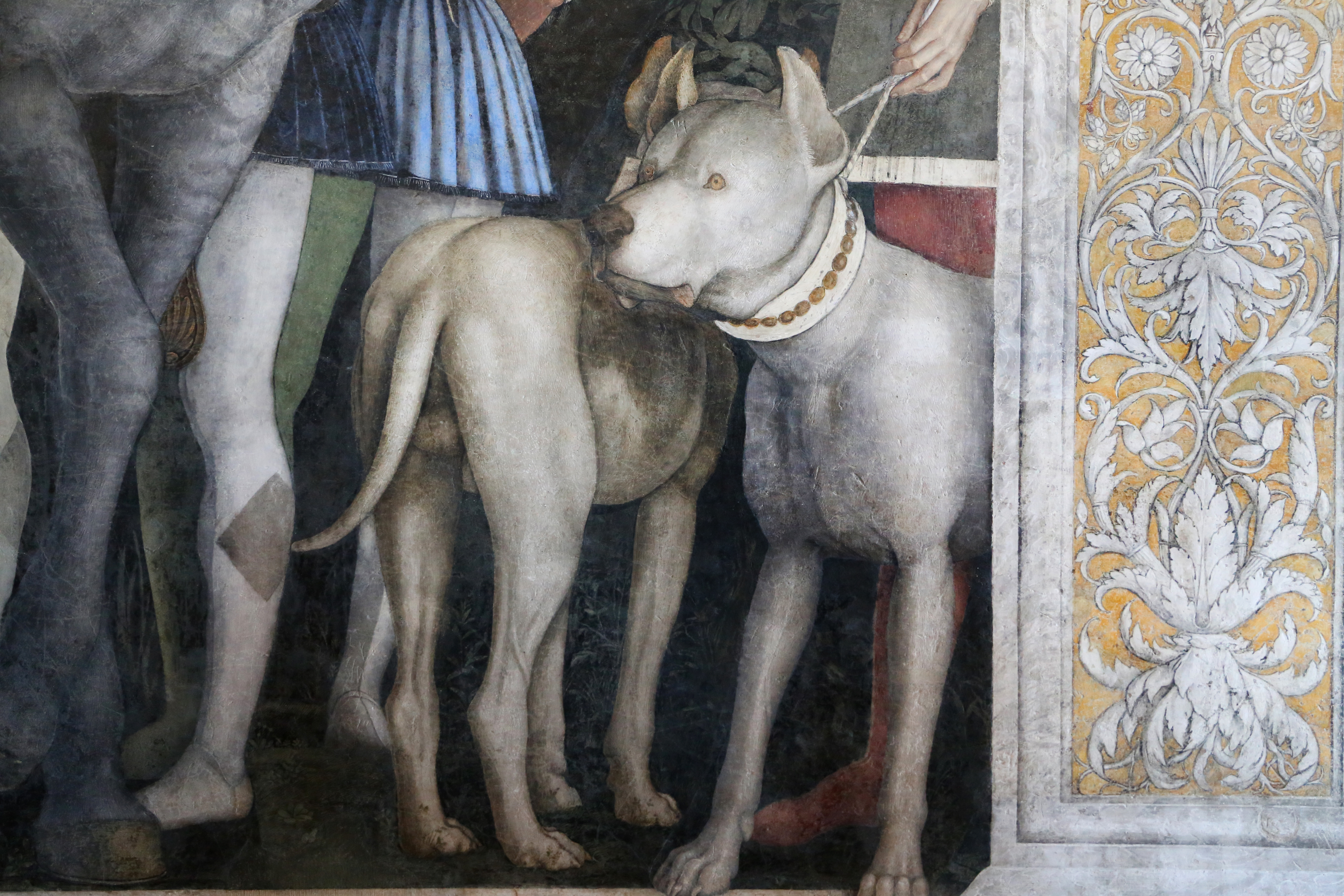
Detalle de perros de la pared oeste

La escena de reunión en la pared oeste, muestra a Ludovico reuniéndose con su segundo hijo Francisco, recién nombrado cardenal. A su alrededor los niños son Ludovichino, su hijo menor, y dos nietos, y los adultos Federico III del Sacro Imperio Romano Germánico, y Cristiano I, rey de Dinamarca. El principal líder de las fuerzas militares mantuanas, el duque Galeazzo Maria Sforza, no aparece. Al fondo se eleva una imaginaria ciudad romana con el escudo de armas de los Gonzaga, otra alusión a que el esplendor de Mantua es comparable al de la antigüedad romana.
En el techo, en los corchetes entre las bóvedas se abren trampantojos ilusionistas con las vidas de Arión, Orfeo y Hércules y por encima en medallones sostenidos por puttis los ocho primeros césares romanos en grisalla dorada simulando estucos auténticos. La conexión entre el esplendor antiguo y el de la Mantua contemporánea vuelve a mostrarse, ennobleciendo este techo clasicista a los Gonzaga al insinuar que su poder militar e intelectual son comparables.

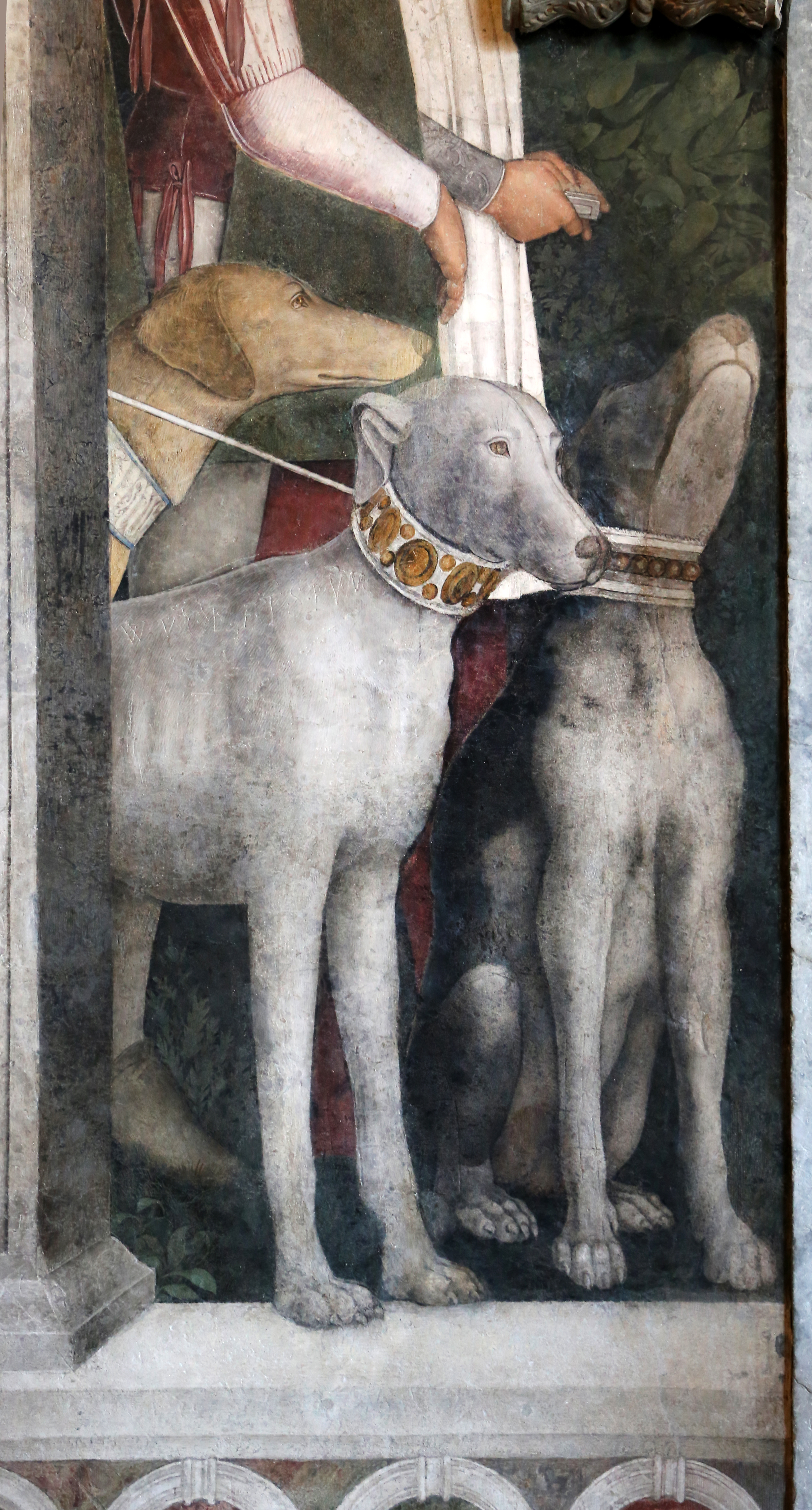
Detalle de perros de la pared oeste (2)

El centro del techo presenta un óculo ficticio abierto al cielo con una balaustrada donde juegan varios puttis en audaces escorzos, con una innovadora perspectiva sotto in sú, de abajo arriba. Varias cabezas de cortesanas asoman como mirando al espectador allá abajo. La novedosa idea de que las figuras de las decoraciones podían responder a la presencia del espectador fue una idea que luego recogerán otros artistas italianos. El techo ilusionista de la Cámara de los Esposos de Mantegna estableció un nuevo estándar de perspectiva, de "abajo arriba", para las decoraciones de techos que inspirarán los pintados por Correggio y numerosos pintores barrocos.